# Parubiszki
Parubiszki (biał. Парубішкі; ros. Парубишки) – wieś na Białorusi, w obwodzie grodzieńskim, w rejonie werenowskim, w sielsowiecie Pirogańce.
Dawniej dwie wsie: Parubiszki i Parubiszki Małe. W dwudziestoleciu międzywojennym leżały one w Polsce, w województwie nowogródzkim, w powiecie lidzkim, do 11 kwietnia 1929 w gminie Siedliszcze, następnie w gminie Werenów. Po II wojnie światowej w granicach Związku Sowieckiego. Od 1991 w niepodległej Białorusi.